# Liste der Fußball-Torschützenkönige (Griechenland)
Der  griechische Torschützenkönig sind jene Fußballspieler, die innerhalb einer Saison der Super League die meisten Tore erzielt haben.

## Torschützenkönige Griechenlands
| Saison  | Tore | Schütze                                      | Verein                                      |
| ------- | ---- | -------------------------------------------- | ------------------------------------------- |
| 1960    | 33   | Konstantinos Nestoridis                      | AEK Athen                                   |
| 1961    | 27   | Konstantinos Nestoridis                      | AEK Athen                                   |
| 1962    | 29   | Konstantinos Nestoridis                      | AEK Athen                                   |
| 1963    | 23   | Konstantinos Nestoridis                      | AEK Athen                                   |
| 1964    | 29   | Mimis Papaioannou                            | AEK Athen                                   |
| 1965    | 29   | Giorgos Sideris                              | Olympiakos Piräus                           |
| 1966    | 23   | Mimis Papaioannou                            | AEK Athen                                   |
| 1967    | 22   | Giorgos Sideris                              | Olympiakos Piräus                           |
| 1968    | 24   | Athanassios Intzoglou                        | Panionios Athen                             |
| 1969    | 35   | Giorgos Sideris                              | Olympiakos Piräus                           |
| 1970    | 25   | Antonis Antoniadis                           | Panathinaikos Athen                         |
| 1971    | 28   | Georgios Dedes                               | Panionios Athen                             |
| 1972    | 39   | Antonis Antoniadis                           | Panathinaikos Athen                         |
| 1973    | 22   | Antonis Antoniadis                           | Panathinaikos Athen                         |
| 1974    | 26   | Antonis Antoniadis                           | Panathinaikos Athen                         |
| 1975    | 20   | Antonis Antoniadis Roberto Calcadera         | Panathinaikos Athen Ethnikos Piräus         |
| 1976    | 15   | Georgios Dedes                               | AEK Athen                                   |
| 1977    | 22   | Athanassios Intzoglou Dimitrios Papadopoulos | Ethnikos Piräus OFI Kreta                   |
| 1978    | 22   | Thomas Mavros                                | AEK Athen                                   |
| 1979    | 31   | Thomas Mavros                                | AEK Athen                                   |
| 1980    | 25   | Dušan Bajević                                | AEK Athen                                   |
| 1981    | 21   | Konstantinos Kouis                           | Aris Thessaloniki                           |
| 1982    | 21   | Georgios Charalampidis                       | Panathinaikos Athen                         |
| 1983    | 29   | Nikolaos Anastopoulos                        | Olympiakos Piräus                           |
| 1984    | 18   | Nikolaos Anastopoulos                        | Olympiakos Piräus                           |
| 1985    | 27   | Thomas Mavros                                | AEK Athen                                   |
| 1986    | 19   | Nikolaos Anastopoulos                        | Olympiakos Piräus                           |
| 1987    | 16   | Nikolaos Anastopoulos                        | Olympiakos Piräus                           |
| 1988    | 21   | Henrik Nielsen                               | AEK Athen                                   |
| 1989    | 20   | Imre Boda                                    | Olympiakos Volos                            |
| 1990    | 22   | Thomas Mavros                                | Panionios Athen                             |
| 1991    | 23   | Dimitrios Saravakos                          | Panathinaikos Athen                         |
| 1992    | 27   | Vassilios Dimitriadis                        | AEK Athen                                   |
| 1993    | 33   | Vassilios Dimitriadis                        | AEK Athen                                   |
| 1994    | 24   | Alexandros Alexandris Krzysztof Warzycha     | AEK Athen Panathinaikos Athen               |
| 1995    | 29   | Krzysztof Warzycha                           | Panathinaikos Athen                         |
| 1996    | 25   | Vasileios Tsiartas                           | AEK Athen                                   |
| 1997    | 23   | Alexandros Alexandris                        | Olympiakos Piräus                           |
| 1998    | 32   | Krzysztof Warzycha                           | Panathinaikos Athen                         |
| 1999    | 22   | Themistoklis Nikolaidis                      | AEK Athen                                   |
| 2000    | 24   | Dimitris Nalitzis                            | Panionios Athen (13) PAOK Thessaloniki (11) |
| 2001    | 20   | Alexandros Alexandris                        | Olympiakos Piräus                           |
| 2002    | 19   | Alexandros Alexandris                        | Olympiakos Piräus                           |
| 2003    | 16   | Nikos Liberopoulos                           | Panathinaikos Athen                         |
| 2004    | 21   | Giovanni de Oliveira                         | Olympiakos Piräus                           |
| 2005    | 18   | Theofanis Gekas                              | Kallithea (10) Panathinaikos Athen (8)      |
| 2006    | 17   | Dimitrios Salpingidis                        | PAOK Thessaloniki                           |
| 2006/07 | 18   | Nikos Liberopoulos                           | AEK Athen                                   |
| 2007/08 | 19   | Ismael Blanco                                | AEK Athen                                   |
| 2008/09 | 14   | Ismael Blanco Luciano Galletti               | AEK Athen Olympiakos Piräus                 |
| 2009/10 | 23   | Djibril Cissé                                | Panathinaikos Athen                         |
| 2010/11 | 20   | Djibril Cissé                                | Panathinaikos Athen                         |
| 2011/12 | 20   | Kevin Mirallas                               | Olympiakos Piräus                           |
| 2012/13 | 20   | Rafik Djebbour                               | Olympiakos Piräus                           |
| 2013/14 | 16   | Esteban Solari                               | Skoda Xanthi                                |
| 2014/15 | 17   | Jerónimo Barrales                            | Asteras Tripolis                            |
| 2015/16 | 18   | Konstantinos Fortounis                       | Olympiakos Piräus                           |
| 2016/17 | 22   | Marcus Berg                                  | Panathinaikos Athen                         |
| 2017/18 | 19   | Aleksandar Prijović                          | PAOK Thessaloniki                           |
| 2018/19 | 19   | Efthymios Koulouris                          | Atromitos Athen                             |
| 2019/20 | 20   | Youssef El-Arabi                             | Olympiakos Piräus                           |
| 2020/21 | 22   | Youssef El-Arabi                             | Olympiakos Piräus                           |
| 2021/22 | 17   | Tom van Weert                                | Volos NFC                                   |
| 2022/23 | 18   | Cédric Bakambu                               | Olympiakos Piräus                           |
| 2023/24 | 20   | Loren Morón                                  | Aris Thessaloniki                           |

## Mehrfache Torschützenkönige
| Titel | Torschützenkönig | Saisons                                                                                     | Verein(e) |
| ----- | --- | ------------------------------------------------------------------------------------------- | --- |
| 5     | Antonis Antoniadis | 1970, 1972, 1973, 1974, 1975                                                                | Panathinaikos Athen |
| 4     | Alexandros Alexandris Nikolaos Anastopoulos Thomas Mavros Konstantinos Nestoridis                                                            | 1994, 1997, 2001, 2002 1983, 1984, 1986, 1987 1978, 1979, 1985, 1990 1960, 1961, 1962, 1963 | AEK Athen, Olympiakos Piräus AEK Athen, Panionios Athen AEK Athen                                                                          |
| 3     | Giorgos Sideris Krzysztof Warzycha | 1965, 1967, 1969 1994, 1995, 1998                                                           | Olympiakos Piräus Panathinaikos Athen |
| 2     | Georgios Dedes Vassilios Dimitriadis Athanassios Intzoglou Mimis Papaioannou Nikos Liberopoulos Ismael Blanco Djibril Cissé Youssef El-Arabi | 1971, 1976 1992, 1993 1968, 1977 1964, 1966 2003, 2007 2008, 2009 2010, 2011 2020, 2021     | Panionios Athen, AEK Athen Panionios Athen, Ethnikos Piräus AEK Athen Panathinaikos Athen, AEK Athen Panathinaikos Athen Olympiakos Piräus |

## Verteilung nach Vereinen
| Titel | Verein                                                                                  |
| ----- | --------------------------------------------------------------------------------------- |
| 20    | AEK Athen                                                                               |
| 18    | Olympiakos Piräus                                                                       |
| 15    | Panathinaikos Athen                                                                     |
| 3     | PAOK Thessaloniki                                                                       |
| 2     | Ethnikos Piräus, Panionios Athen, Aris Thessaloniki                                     |
| 1     | Asteras Tripolis, Atromitos Athen, OFI Kreta, Olympiakos Volos, Skoda Xanthi, Volos NFC |

## Verteilung nach Nationalität
| Titel | Nation |
| ----- | --- |
| 45    | Griechenland |
| 05    | Argentinien |
| 03    | Polen |
| 02    | Frankreich Marokko |
| 01    | Algerien Belgien Brasilien Dänemark Jugoslawien Schweden Serbien Ungarn Uruguay Niederlande Demokratische Republik Kongo Spanien |